# Ophisternon
Ophisternon é um género de peixe da família Synbranchidae com distribuição natural centrada nas zonas pantanosas das regiões tropicais e subtropicais.

## Espécies
O género inclui actualmente seis espécies validamente descritas:
- Ophisternon aenigmaticum D. E. Rosen & Greenwood, 1976
- Ophisternon afrum (Boulenger, 1909)
- Ophisternon bengalense McClelland, 1844
- Ophisternon candidum (Mees, 1962)
- Ophisternon gutturale (J. Richardson, 1845)
- Ophisternon infernale (C. L. Hubbs, 1938)

Com base no Catalogue of Life foi elaborado o seguinte cladograma:
| Ophisternon | \| \| Ophisternon aenigmaticum \| \| \| \| \| \| Ophisternon afrum \| \| \| \| \| \| Ophisternon bengalense \| \| \| \| \| \| Ophisternon candidum \| \| \| \| \| \| Ophisternon gutturale \| \| \| \| \| \| Ophisternon infernale \| \| \| \| |
|             | \| \| Ophisternon aenigmaticum \| \| \| \| \| \| Ophisternon afrum \| \| \| \| \| \| Ophisternon bengalense \| \| \| \| \| \| Ophisternon candidum \| \| \| \| \| \| Ophisternon gutturale \| \| \| \| \| \| Ophisternon infernale \| \| \| \| |
|             | Macrotrema |
|             | |
|             | Monopterus |
|             | |
|             | Synbranchus |
|             | |
|             | Ophisternon aenigmaticum |
|             | |
|             | Ophisternon afrum |
|             | |
|             | Ophisternon bengalense |
|             | |
|             | Ophisternon candidum |
|             | |
|             | Ophisternon gutturale |
|             | |
|             | Ophisternon infernale |
|             | |

|  | Ophisternon aenigmaticum |
|  |                          |
|  | Ophisternon afrum        |
|  |                          |
|  | Ophisternon bengalense   |
|  |                          |
|  | Ophisternon candidum     |
|  |                          |
|  | Ophisternon gutturale    |
|  |                          |
|  | Ophisternon infernale    |
|  |                          |